# Hải quân Việt Nam Cộng hòa
Hải quân Việt Nam Cộng hòa (Tiếng Anh: Republic of Vietnam Navy, RVN) là lực lượng Hải quân trực thuộc Quân lực Việt Nam Cộng hòa, hoạt động trên cả vùng sông nước và lãnh hải Việt Nam Cộng hòa. Tiền thân của lực lượng này là Hải quân Quân đội Quốc gia Việt Nam, gồm những tàu chiến nhỏ do quân đội Liên hiệp Pháp trang bị trước khi rút lui khỏi Việt Nam.
Trong khoảng thời gian tồn tại, Hải quân Việt Nam Cộng hòa là lực lượng có trang bị mạnh nhất Đông Nam Á. Khác với Hải quân Hoa Kỳ được trang bị tàu sân bay để có thể yểm trợ các lực lượng tác chiến trên vùng biển xa cũng như các lực lượng tác chiến ven biển, hải quân VNCH chỉ được Hoa Kỳ cung cấp cho những tuần duyên hạm, khu trục hạm và các chiến hạm loại nhỏ và vừa để có thể tuần tiễu và tác chiến tại lãnh hải gần bờ. Hải quân VNCH là lực lượng chủ chốt tham gia Hải chiến Hoàng Sa 1974 tranh chấp các đảo Hoàng Sa với Hải quân Quân Giải phóng Nhân dân Trung Quốc.
Năm 1972 Hải quân Việt Nam Cộng hòa trở thành lực lượng hải quân lớn nhất Đông Nam Á và lớn thứ 4 thế giới theo số lượng tàu chiến và binh sĩ, chỉ sau Liên Xô, Hoa Kỳ và Trung Quốc . Một số nguồn thì cho rằng HQVNCH lớn thứ 9 trên thế giới .
Ngày 30 tháng 4 năm 1975, cùng với sự sụp đổ của Quân lực Việt Nam Cộng hòa, lực lượng hải quân cũng chính thức giải thể.
- Thánh Tổ: Trần Hưng Đạo.

## Lịch sử hình thành
Hải quân Việt Nam Cộng hòa được thành lập ngày 6 tháng 3 năm 1952, là một thành phần vũ trang trong Quân đội Quốc gia của Quốc gia Việt Nam. Bắt đầu từ đây, các ngành liên hệ thuộc Hải quân cũng được thành lập. Ngày 12 tháng 7 năm 1952, Trung tâm Huấn luyện Hải quân Nha Trang được khánh thành để đào tạo sĩ quan, hạ sĩ quan và thủy thủ chuyên nghiệp. Một cơ quan chỉ huy là Ban Hải quân, sau đổi thành Phòng Hải quân đặt trực thuộc Bộ Tổng Tham mưu.
Các khóa huấn luyện đầu tiên mở từ  tháng 9 năm 1952 tới 1953. Thời gian này, vì Hải quân Việt Nam chưa có tàu nên các tân sĩ quan và thủy thủ Việt Nam khi ra trường phải tập sự trên các tàu của Pháp, Trong đó có một số sĩ quan thi tuyển giữa năm 1952 được cử đi du học ở Pháp. Tháng 4 năm 1953, Hải đoàn Xung phong 25 được Pháp giao lại cho Hải quân Việt Nam. Cuối năm 1953, có thêm 2 Đoàn Tiểu đĩnh. Riêng về Lực lượng Tuần giang (Giang lực) cũng chính thức hình thành vào thời điểm này. Cuối năm 1955, có thêm 3 Hải đoàn mới: Hải đoàn 21 tại Mỹ Tho, Hải đoàn 23 tại Vĩnh Long và Hải đoàn 24 tại Sài Gòn. Một số cơ sở trên bờ ở Mỹ Tho, Cần Thơ, Vĩnh Long, Long Xuyên cùng với Trung tâm Huấn luyện Hải quân Nha Trang, Hải quân Công xưởng Sài Gòn và kho đạn Thành Tuy Hạ cũng được Pháp chính thức giao cho Hải quân Việt Nam.

## Lực lượng hình thành
Trước khi triệt thoái khỏi Việt Nam theo Hiệp định Genève 1954, quân đội Pháp đã để lại cho Quân đội Quốc gia VN một số chiến hạm và giang đỉnh. Sau đó, cộng thêm với những giang đĩnh của các đoàn tuần giang bán chính quy sáp nhập vào, lực lượng thủy quân Quốc gia Việt Nam gồm có những đơn vị sau:
-3 Hộ tống hạm (Patrol Craft - PC)
-2 Hải vận hạm (Landing Ship Medium-LSM)
-1 Tàu thủy đạo (Batiment Hydrographe)
-3 Trục lôi hạm (Dragueur, Yard Mine Sweeper-YMS)
-2 Trợ chiến hạm (Landing Ship Support Large-LSSL)
-5 Giang pháo hạm (Landing Ship Infantery Large-LSIL)
-4 Giang vận hạm (Landing Craft Utility - LCU)
-2 Tuần duyên hạm (Garde Côtière - GC)
-70 Quân vận đĩnh (Landing Craft Mechanized-LCM). Trong số này có 2 Tiền phong đĩnh (LCM Monitor), 4 Soái đĩnh (LCM de Commandement), 53 quân vận đĩnh bọc thép (LCM Blinde) và 11 Quân vận đĩnh loại nhẹ (LCM leger).
-95 Tiểu đĩnh gọi chung là Vơ-đét (Vedette), trong đó có 17 chiếc loại ứng chiến (Vedette d'Interception), 1 Vơ-đét canh phòng (Vedette de Surveillance), 6 chiếc loại Tuần cảng Y (Yard). Ngoài ra là các Tiểu Giáp Đĩnh: 36 chiếc loại STCAN, 12 chiếc loại FOM dài 8 mét và 23 chiếc loại FOM dài 11 mét.
-100 Tiểu vận đĩnh LCVP (Landing Craft Vehicle Personnel), tức là loại tàu nhỏ cỡ như Vơ-đét chở được 6 người, trong đó có 81 loại bình thường và 19 loại nhẹ.
-15 Sà lan trong đó một Sà lan máy, 1 Sà lan chở nước và 13 Sà lan thường.
-3 tàu dòng (Remorqueur)
Ngoài ra, phần lớn các chiến hạm đã cũ và có một vài chiếc không còn dùng được.

## Những chỉ huy đầu tiên
Trong những năm đầu mới thành lập, các sĩ quan hải quân người Việt chỉ mới tốt nghiệp từ quân trường. Vì cấp bậc còn quá thấp, họ không đủ thâm niên để nắm giữ bất cứ một chức vụ quan trọng nào. Ngay cả chức vụ Trưởng ban Hải quân kiêm Phụ tá Hải quân Việt Nam cạnh Tổng tham mưu trưởng Quân đội Quốc gia, đáng lẽ phải là sĩ quan Hải quân Việt Nam, cũng do giới chức người Pháp nắm giữ. Tính đến năm 1955, nếu không kể đến Hạm đội Pháp tại Viễn Đông, Đại tá Récher là sĩ quan Hải quân cao cấp nhất của Hải quân Pháp tại Việt Nam. Vì thế, ông đảm nhiệm cả hai chức vụ Phụ tá Hải quân cho Tổng tham mưu trưởng Quân đội Quốc gia và quyền Chỉ huy trưởng Hải quân Quốc gia Việt Nam.
Cho đến cuối năm 1954, khi Hải quân Pháp bắt đầu chuyển giao quyền chỉ huy các đơn vị thủy quân cho Việt Nam, quân số Hải quân Việt Nam vẫn còn rất ít. Về cấp sĩ quan, cấp cao nhất chỉ có một Đại úy Lê Quang Mỹ, tất cả sĩ quan các khóa 1, 2, 3 là Trung úy, khóa 4 và 5 là Thiếu úy. Ngoài ra, còn thêm các sĩ quan Hải quân đầu tiên tốt nghiệp Trường Hải quân Brest (École Navale de Brest) hồi hương khoảng cuối mùa hè 1955.
Do nhu cầu điều động thủy quân trong các cuộc hành quân, ngày 1 tháng 7 năm 1955, Thủ tướng Ngô Đình Diệm bổ nhiệm Thiếu tướng Trần Văn Đôn, Phụ tá Tổng tham mưu trưởng Quân đội Quốc gia, kiêm nhiệm chức vụ Trưởng ban Hải quân thay thế Đại tá Récher. Tuy nhiên, việc chuyển quyền chỉ có tính cách chính trị vì toàn bộ sĩ quan của Ban Hải quân dưới quyền tướng Đôn đều là các sĩ quan Hải quân Pháp. Cũng vì lý do này mà Chiến dịch Hoàng Diệu đáng lẽ được tiến hành từ tháng 7 năm 1955, nhưng mãi tới ngày 21 tháng 9 năm 1955 mới khởi sự được.
Khi đó chỉ mới có Hải đoàn Xung phong số 21 được đặt dưới sự điều động của Bộ Tổng Tham mưu Quân đội Quốc gia, do Thiếu tá Lê Quang Mỹ làm Hải đoàn trưởng. Các Hải đoàn khác tuy đã do sĩ quan Việt Nam làm Chỉ huy trưởng, nhưng về hệ thống vẫn còn trực thuộc Bộ Chỉ huy Giang lực (COFFLUSIC) của Pháp. Vì vậy, trong thời gian diễn ra chiến dịch, các Hải đoàn Việt Nam tham chiến được đặt dưới quyền chỉ huy tạm thời của Thiếu tá Lê Quang Mỹ. Vào ngày 20 tháng 8 năm 1955, bằng một nghị định chính thức, Thủ tướng Ngô Đình Diệm bổ nhiệm Thiếu tá Lê Quang Mỹ vào chức vụ Trưởng ban Hải quân, Phụ tá Hải quân cạnh Tổng tham mưu trưởng Quân đội Quốc gia, thay tướng Đôn để chỉ huy Hải quân và đoàn Bộ binh Hải quân (Thủy quân Lục chiến). Vì lẽ này, ông được xem là Chỉ huy trưởng đầu tiên của Hải quân Việt Nam Cộng hòa.
Qua thời gian dài trưởng thành từ tổ chức, xây dựng, chiến đấu. Tính đến năm 1975 Quân chủng Hải quân Việt Nam đã lớn mạnh với các tổ chức:
-1 Bộ Tư lệnh Hải quân
-5 Vùng Duyên hải (Hải khu)
-2 Vùng Sông ngòi
-Hạm đội với nhiều chiến hạm đủ loại
-Các Lực lượng: Đặc nhiệm, Duyên phòng, Duyên đoàn, Liên đoàn, Tuần giang, Giang đoàn Xung phong.
-3 Trung tâm Huấn luyện Hải quân tại Nha Trang, Cam Ranh và Sài Gòn
-Hải quân Công xưởng (Sài Gòn)
-Quân số: Khoảng 40.000 người gồm sĩ quan, hạ sĩ quan và thủy thủ (trong đó có 12 tướng lãnh)

## Bộ Tư lệnh và các đơn vị trực thuộc tháng 4/1975
- (Họ tên, cấp bậc, chức vụ chỉ huy Quân chủng và các đơn vị trực thuộc)

| Stt | Họ và tên                                                                | Cấp bậc                | Chức vụ                                                                                 | Chú thích |
| --- | ------------------------------------------------------------------------ | ---------------------- | --------------------------------------------------------------------------------------- | --- |
| 1   | Chung Tấn Cang Hải quân Nha Trang K1                                     | Phó Đô đốc Trung tướng | Tư lệnh                                                                                 | Hạ tuần tháng 3 năm 1975, Tổng thống Thiệu bổ nhiệm Phó Đô đốc Cang thay thế Đề đốc Tánh, để thực hiện di tản lực lượng còn lại của Quân đoàn I và II theo kế hoạch rút bỏ Quân khu 1 và 2. |
| 2   | Diệp Quang Thủy Võ bị Đà Lạt K6 Hải quân Nha Trang K3                    | Phó Đề đốc Chuẩn tướng | Tư lệnh phó kiêm Tham mưu trưởng                                                        | |
| 3   | Nguyễn Thanh Châu Hải quân Nha Trang K3                                  | Phó Đề đốc Chuẩn tướng | Chỉ huy trưởng Trung tâm Huấn luyện                                                     | Cơ sở tại Nha Trang |
| 4   | Nguyễn Hữu Chí Hải quân Nha Trang K3                                     | Phó Đề đốc Chuẩn tướng | Phụ tá Tư lệnh HQ Lưu động biển Tư lệnh Lực lượng Duyên phòng (Lực lượng Đặc nhiệm 213) | Bộ tư lệnh đặt tại Sài Gòn |
| 5   | Hồ Văn Kỳ Thoại Hải quân Nha Trang 4                                     | Phó Đề đốc Chuẩn tướng | Tư lệnh Hải khu 1                                                                       | Bộ Tư lệnh đặt tại Căn cứ Tiên Sa, Đà Nẵng |
| 6   | Hoàng Cơ Minh Hải quân Nha Trang K5                                      | Phó Đề đốc Chuẩn tướng | Tư lệnh Hải khu 2                                                                       | Bộ Tư lệnh đặt tại Cam Ranh |
| 7   | Vũ Đình Đào Hải quân Nha Trang K3                                        | Phó Đề đốc Chuẩn tướng | Tư lệnh Hải khu 3                                                                       | Bộ Tư lệnh đặt tại Căn cứ Cát Lở, Phước Tuy |
| 8   | Nguyễn Văn Thiện Hải quân Nha Trang K2 Đinh Xuân Thảo Võ khoa Thủ Đức K7 | Đại tá Trung tá        | Tư lệnh Hải khu 4 Đặc khu trưởng Phú Quốc Đặc khu phó kiêm Quận trưởng Phú Quốc         | Bộ Tư lệnh đặt tại Phú Quốc, Kiên Giang |
| 9   | Nguyễn Văn May Hải quân Nha Trang K5                                     | Đại tá                 | Tư lệnh Hải khu 5                                                                       | Bộ Tư lệnh đặt tại Năm Căn, An Xuyên |
| 10  | Phạm Mạnh Khuê Hải quân Nha Trang K4                                     | Đại tá                 | Phụ tá Tư lệnh HQ Lưu động biển Tư lệnh Hạm đội                                         | Bộ Tư lệnh đặt tại Công xưởng Hải quân, Bến Bạch Đằng, Sài Gòn |
| 11  | Đinh Mạnh Hùng Hải quân Nha Trang K2                                     | Phó Đề đốc Chuẩn tướng | Tư lệnh Hành quân Lưu động sông                                                         | Bộ Tư lệnh đặt tại Bến Bạch Đằng, Sài Gòn |
| 12  | Trịnh Quang Xuân Hải quân Brest K3                                       | Đại tá                 | Tư lệnh Giang khu 3                                                                     | Bộ Tư lệnh đặt tại Căn cứ Long Bình |
| 13  | Đặng Cao Thăng Võ khoa Nam Định Hải quân Brest Pháp K1                   | Phó Đề đốc Chuẩn tướng | Tư lệnh Giang khu 4 Tư lệnh Hạm đội Đặc nhiệm 21                                        | Bộ Tư lệnh đặt tại Cần Thơ, Phong Dinh |
| 14  | Nguyễn Bá Trang Hải quân Nha Trang K4                                    | Đại tá                 | Tư lệnh Lực lượng Thủy bộ                                                               | Bộ Tư lệnh đặt tại Cần Thơ |
| 15  | Nghiêm Văn Phú Hải quân Nha Trang K2                                     | Phó Đề đốc Chuẩn tướng | Tư lệnh Lực lượng Tuần thám (Lực lượng Đặc nhiệm 212)                                   | Bộ Tư lệnh đặt tại Mỹ Tho, Định Tường |
| 16  | Nguyễn văn Thông Hải quân Nha Trang K3                                   | Đại tá                 | Tư lệnh Lực lượng Trung ương (Lực lượng Đặc nhiệm 214)                                  | Bộ Tư lệnh đặt tại Đồng Tâm, Mỹ Tho, Định Tường |
| 17  | Bùi Kim Nguyệt Hải quân Nha Trang K3                                     | Đại tá                 | Tư lệnh Hải quân Biệt khu Thủ Đô                                                        | Bộ tư lệnh đặt tại trại Lê Văn Duyệt, Sài Gòn |
| 18  | Lê Hữu Dõng Hải quân Nha Trang K8                                        | Đại tá                 | Tư lệnh Lực lượng Đặc nhiệm 99                                                          | Bộ Tư lệnh đặt tại Nhà Bè, Gia Định |
| 19  | Nguyễn Văn Kính Hải quân Nha Trang K2                                    | Đại tá                 | Chỉ huy trưởng Liên đoàn Tuần giang (Lực lượng Giang phòng)                             | Bộ chỉ huy đặt tại Sài Gòn |
| 20  | Đoàn Ngọc Bích Hải quân Nha Trang K1                                     | Đại tá                 | Phụ tá Tiếp vận                                                                         | Bộ chỉ huy đặt tại Sài Gòn |
| 21` | Vương Hữu Thiều Võ khoa Thủ Đức K1 Hải quân Brest K1                     | Đại tá                 | Chỉ huy trưởng Tiếp vận                                                                 | Bộ chỉ huy đặt tại Sài gòn |
| 22  | Nguyễn Văn Lịch Hải quân Nha Trang K1                                    | Đại tá                 | Chỉ huy trưởng Hải quân Công xưởng                                                      | Cơ sở đặt tại Sài Gòn |
| 23  | Nguyễn Viết Tân Hải quân Nha Trang K5                                    | Đại tá                 | Chánh sở Phòng vệ Duyên hải                                                             | Cơ sở chính đặt tại Đà Nẵng |
| 24  | Nguyễn Đỗ Hải Võ khoa Nam Định Hải quân Brest K1                         | Đại tá                 | Chánh Sở An ninh Quân đội                                                               | Cơ sở đặt tại Sài Gòn |
| 25  | Đặng Vũ Khiêm Đại học Quân y Sài Gòn                                     | Đại tá                 | Y sĩ trưởng Hải quân                                                                    | |
| 26  | Trịnh Hòa Hiệp Hải quân Nha Trang K7                                     | Trung tá               | Chỉ huy trưởng Liên đoàn Người nhái                                                     | Bộ chỉ huy đặt tại Cát Lái, Thủ Đức, Gia Định |

## Tướng lãnh xuất thân từ Hải quân Việt Nam Cộng hòa
| Stt | Họ và tên         | Cấp bậc                | Năm phong cấp | Quá trình Thăng cấp                                                           | Chú thích |
| --- | ----------------- | ---------------------- | ------------- | ----------------------------------------------------------------------------- | --- |
| 1   | Chung Tấn Cang    | Phó Đô đốc Trung tướng | 1974          | Thiếu tá (1957) Trung tá (1960) Đại tá (1963) Ch/tướng (1964) Th/tướng (1964) | Chỉ huy trưởng Giang lực (1959) nt Tư lệnh Hải quân nt                                                                              |
| 2   | Trần Văn Chơn     | Đề đốcThiếu tướng      | 1970          | Thiếu tá (1956) Trung tá (1959) Đại tá (1966) Ch/tướng (1968)                 | Chỉ huy HQ 226-Tư lệnh Hải quân (1957) Giám đốc Hải quân Công xưởng Tái nhiệm Tư lệnh Hải quân nt                                   |
| 3   | Lâm Ngươn Tánh    | Đề đốcThiếu tướng      | 1974          | Thiếu tá (1956) Trung tá (1960) Đại tá (1965) Ch/tướng (1970)                 | Chỉ huy Hải lực-Tham mưu trưởng HQ (1957) Giám đốc Hải quân Công xưởng Tham mưu phó hành quân Bộ Tổng tham mưu Tư lệnh phó Hải quân |
| 4   | Nguyễn Hữu Chí    | Phó Đề đốc Chuẩn tướng | 1972          | Thiếu tá (1965) Trung tá (1968) Đại tá (1970)                                 | Hạm trưởng HQ 405 Bộ Tư lệnh HQ-Du học Hải chiến tại Hoa Kỳ Bộ Tư lệnh HQ-Học Cao đẳng Quốc phòng                                   |
| 5   | Đinh Mạnh Hùng    | Phó Đề đốc Chuẩn tướng | nt            | Thiếu tá (1961) Trung tá (1965) Đại tá (1969)                                 | Quyền Tham mưu trưởng Hải quân Chỉ huy trưởng TT Huấn luyện HQ Nha Trang Phụ tá Tư lệnh Hành quân Lưu động Sông                     |
| 6   | Đặng Cao Thăng    | Phó Đề đốc Chuẩn tướng | nt            | Thiếu tá (1958) Trung tá (1965) Đại tá (1970)                                 | Chỉ huy trưởng TT Huấn luyện HQ Nha Trang Tư lệnh phó Hải quân Tư lệnh Hải khu 4                                                    |
| 7   | Hồ Văn Kỳ Thoại   | Phó Đề đốc Chuẩn tướng | nt            | Thiếu tá (1962) Trung tá (1969) Đại tá (1970)                                 | Chỉ huy Căn cứ Hải quân Duyên hải Chỉ huy trưởng Sở Phòng vệ Duyên hải Tư lệnh Hải khu 1 và Đặc nhiệm 213                           |
| 8   | Diệp Quang Thủy   | Phó Đề đốc Chuẩn tướng | nt            | Thiếu tá (1964) Trung tá (1965) Đại tá (1966)                                 | Chỉ huy trưởng Lực lượng Hải tuần Kiêm Chỉ huy trưởng Đặc khu Rừng Sát Tham mưu trưởng Hải quân                                     |
| 9   | Nguyễn Thanh Châu | Phó Đề đốc Chuẩn tướng | 1974          | Thiếu tá (1966) Trung tá (1869) Đại tá (1973)                                 | Hạm trưởng HQ 08 nt Chỉ huy trưởng TT Huấn luyện HQ Nha Trang                                                                       |
| 10  | Vũ Đình Đào       | Phó Đề đốc Chuẩn tướng | nt            | Thiếu tá (1965) Trung tá (1967) Đại tá (1970)                                 | Chỉ huy trưởng Hải lực Tham mưu phó tại Bộ Tư lệnh Hải quân Tư lệnh Vùng 4 sông ngòi-Tư lệnh Hải khu 3                              |
| 11  | Hoàng Cơ Minh     | Phó Đề đốc Chuẩn tướng | nt            | Thiếu tá (1963) Trung tá(1965) Đại tá (1965)                                  | Tùy viên Quân lực tòa Đại sứ VNCH tại Hoa Kỳ Tham mưu phó Chiến tranh Chính trị Tư lệnh Lực lượng Thủy bộ 211                       |
| 12  | Nghiêm Văn Phú    | Phó Đề đốc Chuẩn tướng | nt            | Thiếu tá (1959) Trung tá (1965) Đại tá (1965)                                 | Chỉ huy trưởng Hải lực nt Tư lệnh Lực lượng Đặc nhiệm Tuần thám 212                                                                 |

## Tư lệnh Quân chủng Hải quân qua các thời kỳ
| Stt | Họ và tên                                       | Cấp bậc                | Tại chức  | Chú thích |
| --- | ----------------------------------------------- | ---------------------- | --------- | --- |
| 1   | Lê Quang Mỹ Võ bị Huế K2 Hải quân Nha Trang K1  | Hải quân Thiếu tá      | 1955-1957 | Chỉ huy trưởng Hải quân đầu tiên. Sử dụng chức danh Phụ tá Hải quân cho Tổng Tham mưu trưởng. Thăng cấp Trung tá (1955), Đại tá (1956). Giải ngũ 1963 |
| 2   | Trần Văn Chơn Hải quân Nha Trang K1             | Hải quân Trung tá      | 1957-1959 | |
| 3   | Hồ Tấn Quyền Hải quân Nha Trang K1              | Hải quân Đại tá        | 1959-1963 | Đổi sang chức danh Tư lệnh Hải quân. Thăng cấp Thiếu tá (1956), Trung tá (1959) và Đại tá (1962). Bị ám sát ngày 1 tháng 11 năm 1963                  |
| 4   | Chung Tấn Cang                                  | Hải quân Đại tá        | 1963-1965 | |
| 5   | Trần Văn Phấn Hải quân Nha Trang K1             | Hải quân Đại tá        | 1965-1966 | |
| 6   | Cao Văn Viên Võ bị Địa phương Cap Saint Jacques | Trung tướng            | 1966      | Đương nhiệm Tổng Tham mưu trưởng, kiêm nhiệm Tư lệnh Hải quân trong một thời gian ngắn                                                                |
| 7   | Trần Văn Chơn                                   | Hải quân Đại tá        | 1966-1974 | Tái nhiệm Tư lệnh lần thứ 2. Sau cùng là Đề đốc Thiếu tướng. Giải ngũ năm 1974                                                                        |
| 8   | Lâm Ngươn Tánh                                  | Đề đốc Thiếu tướng     | 1974-1975 | Sau cùng giữ chức Phụ tá Quốc vụ khanh, đặc trách tiếp nhận đồng bào di cư từ miền Trung                                                              |
| 9   | Chung Tấn Cang                                  | Phó Đô đốc Trung tướng | 1975      | Tái nhiệm lần thứ 2, Tư lệnh sau cùng. Nhậm chức ngày 24 tháng 3, đào nhiệm ngày 29 tháng 4 năm 1975                                                  |

## Phát triển lực lượng

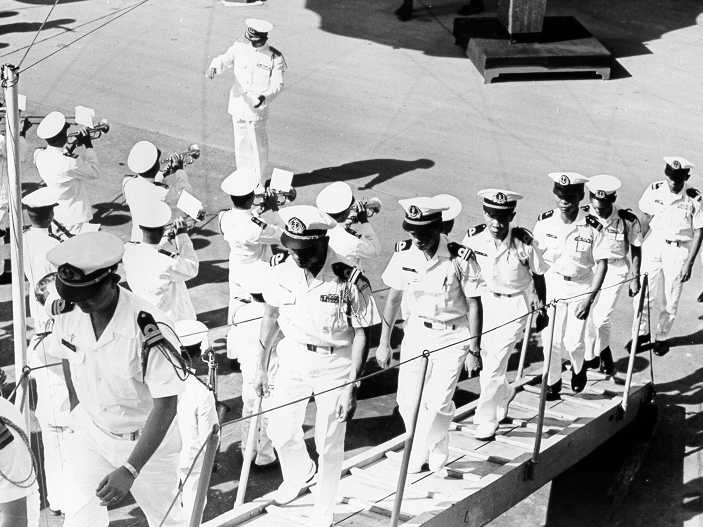
Các Sĩ quan Hải quân VNCH tại Quân cảng Cam Ranh ngày 1 tháng 1 năm 1971

Ngày 7 tháng 11 năm 1955, Pháp chuyển giao Trung tâm Huấn luyện Hải quân Nha Trang lại cho Hải quân Việt Nam Cộng hòa. Khi đó, Trung tâm Huấn luyện Hải quân Nha Trang huấn luyện các khóa sĩ quan sau đây:
-Khóa 6 Sĩ quan Hải quân với tổng số 21 sinh viên sĩ quan, gồm 16 thuộc ngành Chỉ huy và 5 ngành Cơ khí. Nhập trường ngày 21 tháng 4 năm 1955, thời gian thụ huấn 11 tháng. Mãn khóa ngày 8 tháng 3 năm 1956.
-Khóa 7 Sĩ quan Hải quân bắt đầu tuyển mộ vào cuối năm 1955. Khóa này được khai giảng tại Nha Trang vào đầu năm 1956. Học trình kể cả thực tập ngoài đơn vị, được nâng lên hai năm với đầy đủ các môn học văn hóa, kiến thức và chuyên nghiệp cho hai ngành chỉ huy và cơ khí.
Kể từ đó, mỗi năm Trung tâm Huấn luyện Hải quân Nha Trang đào tạo khoảng 1.200 nhân sự các cấp.
Ngày 7 tháng 12, để bành trướng các hoạt động ở sông rạch, mỗi Hải đoàn được trang bị 6 LCM, 4 LCVP và 6 Ho-bo (Hors Bord) có vận tốc cao. Hải quân tiếp nhận hai Trợ chiến hạm (Landing Ship Support Large-LSSL): HQ.225 và HQ.226.
Về quân số, vào tháng 7 năm 1955, Hải quân Việt Nam Cộng hòa có 3.858 người, kể cả 1.291 người thuộc đoàn Bộ binh Hải quân. Cũng trong năm này, Hải quân thành lập các lực lượng lớn và tất cả Bộ Chỉ huy đều đặt tại Sài Gòn.
-Hải lực gồm có:
-3 Hộ tống hạm loại PC (Patrol Craft hay Submarine Chaser): Chi Lăng HQ.01, Vạn Kiếp HQ.02 và Đống Đa HQ.03
-3 Trục lôi hạm loại YMS: Hàm Tử HQ.111, Chương Dương HQ.112, Bạch Đằng HQ.113
-2 Trợ chiến hạm loại LSSL: HQ.225 Nỏ Thần và HQ.226 Linh Kiếm
-4 Hải vận hạm loại LSM (Landing Ship Medium): Hát Giang HQ.400, Hàn Giang HQ.401, Lam Giang HQ.402 và Ninh Giang HQ.403
-10 Tuần duyên đĩnh loại WBP (Coast Guart Patrol Cutter)
-Giang lực, gồm có:
-5 Hải đoàn, mỗi Hải đoàn được trang bị tối thiểu 5 Quân vận đĩnh (Landing Craft Mechanized-LCM), 4 Tiểu vận đĩnh (Landing Craft Vehicle and Personnel-LCVP), 5 Ho-bo có vận tốc cao
-4 Giang pháo hạm loại LSIL (Landing Ship Infantry Large)
-5 Giang vận hạm loại LCU (Landing Craft Utility)
4 chiếc YTL (Yard Tug Light hay Harbor Craft)
Hậu cứ các Hải đoàn được đặt tại các địa điểm: Cần Thơ, Mỹ Tho, Vĩnh Long, Long Xuyên và Cát Lái.
-Các đơn vị trên bờ gồm có:
-Bốn Duyên khu tại Phú Quốc, Nha Trang, Vũng Tàu và Đà Nẵng
-Trung tâm Huấn luyện Hải quân Nha Trang
-Hải quân Công xưởng
-Trung tâm Tiếp liệu
-Các Thủy xưởng tại Cần Thơ và Đà Nẵng
Kể từ ngày 21 tháng 12 năm 1955, Tư lệnh Hải quân Việt Nam Cộng hòa Lê Quang Mỹ công bố thành lập lực lượng Bộ binh Hải quân hình thành và bắt đầu hoạt động như là một đơn vị của Hải quân.
Bộ Tư lệnh Hải Quân được đặt ở Trại Bạch Đằng sau khi Pháp bàn giao căn cứ Caserne Francis Garnier trên bờ sông Sài Gòn
Về Quân y, Y sĩ Thiếu tá Phạm Tấn Tước đảm nhiệm chức vụ Y sĩ trưởng Hải quân. Bộ Chỉ huy Bộ binh Hải quân cùng đóng chung ở Trại Bạch Đằng. Y sĩ Thiếu tá Tước cũng phụ trách luôn phần quân y cho đơn vị này.

## Các chiến dịch và trận đánh tiêu biểu
- Chiến dịch Hoàng Diệu
- Chiến dịch Đinh Tiên Hoàng 1
- Chiến dịch Đinh Tiên Hoàng 2
- Chiến dịch Nguyễn Huệ
- Các chiến dịch xâm nhập hải phận miền Bắc Việt Nam
- Hải chiến Hoàng Sa 1974

### Tranh chấp lãnh thổ hải đảo với các nước
Không chỉ giao chiến với Quân đội Nhân dân Việt Nam, Quân lực Việt Nam Cộng hòa cũng từng tham gia tranh chấp một số hòn đảo với Vương quốc Campuchia, Philippines, Đài Loan và Trung Quốc:
- Năm 1956, Đài Loan điều tàu đến đảo Ba Bình (là đảo lớn nhất tại thuộc quần đảo Trường Sa) khi đó thuộc quyền quản lý của Việt Nam Cộng hòa. Nhân dịp lễ Song Thập 10/10 của Trung Hoa Dân Quốc (tức Đài Loan), Tổng thống Ngô Đình Diệm đã ra lệnh cho quân Việt Nam Cộng hòa rút khỏi đảo Ba Bình, Đài Loan giành quyền kiểm soát đảo mà không cần phải nổ súng.[48][49]
- Những năm 1956-1966, Hải quân Việt Nam Cộng hòa đã để mất 6 hòn đảo nằm giữa đảo Phú Quốc và nội địa Campuchia vào tay quân đội Vương quốc Campuchia. Đó là các đảo: Hòn Năng trong và Hòn Năng ngoài (tiếng Pháp lần lượt là "Ile du Milieu" và "Ile à l’Eau", còn được gọi là đảo Phú Dự) bị Campuchia đánh chiếm năm 1956; đảo Hòn Tai (Ile du Pic) bị chiếm năm 1958; Hòn Kiến Vàng (Ile des Fourmis) và Hòn Keo Ngựa (Ile du Cheval) bị chiếm năm 1960; đảo Hòn Trọc (đảo Wai hay Poulo Wai, thực tế là gồm 2 đảo nằm liền kề nhau) bị chiếm mất năm 1966. Tổng diện tích các đảo bị mất khoảng 30 km², lớn nhất là đảo Phú Dự rộng khoảng 25 km².
- Năm 1970, Philippines đã tổ chức chiếm giữ đảo Song Tử Đông, đảo Thị Tứ, đảo Loại Ta và 4 đảo nữa từ tay Quân lực Việt Nam Cộng hòa. Theo như Đại tá về hưu Hải quân Philippines Domingo Tucay Jr kể lại thì các đảo, bãi khi đó hoàn toàn hoang vắng, Philippines chiếm đóng dễ dàng. Chỉ khi tới đảo Song Tử Tây, họ mới thấy quân Việt Nam Cộng hòa đóng ở đây. Quân Phillipines báo về sở chỉ huy, được chỉ thị cứ để mặc quân Việt Nam Cộng hòa. Lính Việt Nam Cộng hòa ở đảo Song Tử Tây cũng để yên để cho quân Philippines hành động. Sau chiến dịch, Philippines chiếm được 6 đảo nổi và bãi đá mà không cần phải nổ súng, trong đó Thị Tứ là đảo lớn thứ nhì, Bến Lạc (Đảo Dừa) là đảo lớn thứ ba, Song Tử Đông là đảo lớn thứ năm ở quần đảo Trường Sa. Philippines giữ các đảo và bãi này từ đó đến nay. Sau vụ chiếm đóng, chính phủ Việt Nam Cộng hòa cũng không hề lên tiếng gì về vụ chiếm đóng đó. Theo như lời Tucay kể lại, nhiều tháng sau khi Philippines chiếm đóng 7 đảo ở quần đảo Trường Sa, các nước khác mới biết vụ việc này[50][51].
- Năm 1974, trong Hải chiến Hoàng Sa, quân lực Việt Nam Cộng hòa thất bại và mất toàn bộ quần đảo Hoàng Sa vào tay Cộng hòa Nhân dân Trung Hoa.

## Danh sách tàu hải quân của Hải quân Việt Nam Cộng hoà

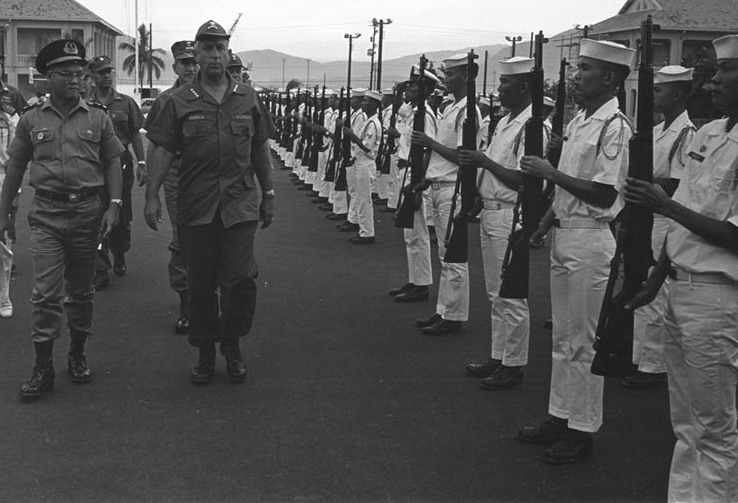
Đề đốc Trần Văn Chơn cùng Đô đốc Hoa Kỳ Thomas H. Moore và các Thủy thủ VNCH tháng 9/1969

Phần lớn tàu chiến của Hải quân Việt Nam Cộng hòa được Hoa Kì viện trợ bằng cách chuyển giao một số tàu chiến của Hải quân Mỹ cho Việt Nam Cộng hòa, chỉ một số nhỏ ghe tuần tiễu là do Hải quân Pháp để lại:
-Ghe Nautilus -Duyên tốc đĩnh PCF (Swift) -Khinh tốc đĩnh PTF
-PTF loại cũ -PTF Na Uy (Nasty) -PTF (Osprey)

## Trang bị của Hải quân Việt Nam Cộng hòa thời điểm tháng 4/1975[52]
-Tuần dương hạm WHEC (HQ 2, 3, 5, 6, 15, 16, 17) -Khu trục hạm DER (HQ 1, 4)
 -Hộ tống hạm PCE-MSF (HQ 7, 8, 9, 10, 11, 12, 14) -Hộ tống hạm PC (HQ 01, 02, 03, 04, 05, 06)
 -Trục lôi hạm MSC (HQ 114, 115, 116) -Tuần duyên hạm PGM (20 chiếc)
 -Dương vận hạm LST (HQ 500, 501, 502, 503, 504, 505) -Cơ Xưởng hạm AGP (HQ-800, 801, 802)
 -Hải vận hạm LSM (HQ 401, 402, 403, 404, 405, 406) -Trợ chiến hạm LSSL (HQ 228, 229, 230, 231)
 -Hỏa vận hạm (HQ YOG (6 chiếc) -Khinh tốc đỉnh PT (8 chiếc)
 -Duyên tốc đỉnh PCF (107 chiếc) -Tuần duyên đỉnh WPB (26 chiếc)
 -Hải thuyền (250 chiếc) -Giang đỉnh Chỉ huy LCM Commandement (14 chiếc)
 -Giang vận hạm LCU (16 chiếc) -Giang tốc đỉnh PBR (239 chiếc)
 -Quân vận đỉnh LCVP (53 chiếc) -Giang vận đỉnh LCM 6 và LCM 8 (không nhớ rõ)
Chữ viết tắt dùng trong phần danh sách các hạm:
-TT: (Trọng tải) -KT: (Dài × Rộng × Mớm nước - Đơn vị = mét)
 -VT: (Vận tốc) -TD: (Thủy thủ đoàn) -VK: (Vũ khí)

## Bảng chi tiết các loại tàu chiến

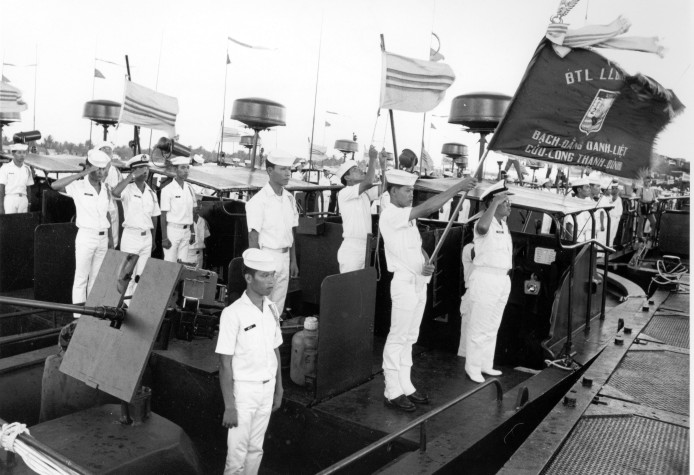
Lễ thành lập Lực lượng Đặc nhiệm Tuần thám 212 tháng 9/1969

| Việt ngữ       | Ngoại ngữ    | Việt ngữ                | Ngoại ngữ       |
| -------------- | ------------ | ----------------------- | --------------- |
| Ngư lôi hạm    | Torpilleur   | Tiềm thủy đĩnh          | Sous Marin      |
| Hộ tống hạm    | Aviso        | Tuần dương hạm          | Croiseur        |
| Tuần tiễu hạm  | Patrouilleur | Trực thăng mẫu hạm      | Helicopter Deck |
| Khu trục hạm   | Destroyer    | Hàng không mẫu hạm      | Porte Avions    |
| Thiết giáp hạm | Cuirssé      | Hộ tống hạm săn tàu lặn | Frégate         |

### Khu trục hạm DER
| Stt | Danh số | Danh hiệu     | Chính danh (Ký hiệu) | Stt | Ký hiệu | Danh hiệu     | Chính danh (Ký hiệu) |
| --- | ------- | ------------- | -------------------- | --- | ------- | ------------- | -------------------- |
| 1   | HQ-1    | Trần Hưng Đạo | USS Camp DE-251      | 2   | HQ-4    | Trần Khánh Dư | USS Foster DE-334    |

- -Bảng đặc trưng tàu DER (HQ-01):
 -TT: (1.590 tấn tiêu chuẩn) -KT: (93.26 x 11.22 x 4.00) -VT: (19 hải lý/giờ) -TD: (150 người)
-VK: (2/76mm AA - 6 ASW TT) -Phạm vi: (11.500 dặm/11 hải lý) -Dầu: (300 tấn) -Máy: (dầu cặn - 6.000 ngựa - 2 chân vịt)

### Tuần dương hạm WHEC
| Stt | Danh số | Danh hiệu       | Chính danh (Ký hiệu)      | Stt | Danh số | Danh hiệu      | Chính danh (Ký hiệu)        |
| --- | ------- | --------------- | ------------------------- | --- | ------- | -------------- | --------------------------- |
| 1   | HQ-02   | Trần Quang Khải | USS Cook Inlet, WHEC-384  | 5   | HQ-15   | Phạm Ngũ Lão   | USS Absecon, WHEC-374       |
| 2   | HQ-03   | Trần Nhật Duật  | USS Yakutat, WHEC-380     | 6   | HQ-16   | Lý Thường Kiệt | USS Bering Strait, WHEC-382 |
| 3   | HQ-05   | Trần Bình Trọng | USS Castle Rock, WHEC-383 | 7   | HQ-17   | Ngô Quyền      | USS Chincoteague, WHEC-375  |
| 4   | HQ-06   | Trần Quốc Toản  | USS Mc Culloch, WHEC-386  |     |         |                |                             |

- Bảng đặc trưng tàu WHEC (HQ-02, HQ-03, HQ-05, HQ-06, HQ-15, HQ-16 và HQ-17):
 -TT: (1.766 tấn tiêu chuẩn) -KT: (94.50 x 12.52 x 3.70) -VT: (17 hải lý/giờ) -TD: (160 người)
-VK: (1/12.7mm AA - 6 ASW TT -Phạm vi: (18.000 dặm/15 hải lý)
-Dầu: (400 tấn) -Máy: (dầu cặn - 6.000 ngựa - 2 chân vịt)

### Hộ tống hạm PCE-MSF
| Stt | Danh số | Danh hiệu   | Chính danh (Ký hiệu)   | Stt | Danh số | Danh hiệu | Chính danh (Ký hiệu)      |
| --- | ------- | ----------- | ---------------------- | --- | ------- | --------- | ------------------------- |
| 1   | HQ-07   | Đống Đa II  | USS Crestview, PCE-895 | 5   | HQ-11   | Chí Linh  | USS Shelter, MSF-301      |
| 2   | HQ-08   | Chi Lăng II | USS Gayety, MSF-239    | 6   | HQ-12   | Ngọc Hồi  | USS Brattleboro, PCER-852 |
| 3   | HQ-09   | Kỳ Hoà      | USS Sentry, MSF-299    | 7   | HQ-13   | Hà Hồi    | USS Prowess, MSF-280      |
| 4   | HQ-10   | Nhật Tảo    | USS Serene, MSF-300    | 8   | HQ-14   | Vạn Kiếp  | USS Amherst, PCER-853]]   |

- Bảng đặc trưng tàu PCE-MSF (HQ-7, HQ-8, HQ-9 HQ-11 và HQ-13):
 -TT: (640 tấn tiêu chuẩn) -KT: (56.24 x 10 x 2.75) -VT (14-15 hải lý/giờ) -TD: (99 người)
-VK: (1/76mm AA 2/40mm, 8/20mm) -Máy: (dầu cặn General Motors 12-278A - 2.000 ngựa - 2 chân vịt)
- Bảng đặc trưng tàu PCE-MSF(HQ-10, HQ-12 và HQ-14):
 -TT: (600 tấn tiêu chuẩn) -KT: (56.24 x 10 x 2.75) -VT: (14-15 hải lý/giờ) -TD: (99 người)
-VK: (1/76mm AA, 2/40mm, 2/20mm)
 -Máy: (dầu cặn General Motors 12-567A - 1.800 ngựa - 2 chân vịt)

### Hộ tống hạm PC
| Stt | Danh số | Danh hiệu | Chính danh (Ký hiệu) | Stt | Danh số | Danh hiệu | Chính danh (Ký hiệu)  |
| --- | ------- | --------- | -------------------- | --- | ------- | --------- | --------------------- |
| 1   | HQ-01   | Chi Lăng  | PC-1144, Le Mousquet | 4   | HQ-4    | Tuỵ Động  | PC-1146, Trident      |
| 2   | HQ-2    | Đống Đa   | PC-1167, L'Ardent    | 5   | HQ-5    | Tây Kết   | PC-1143, Glaive       |
| 3   | HQ-3    | Vạn Kiếp  | PC-1167, L'Intrépide | 6   | HQ-6    | Vân Đồn   | PC-1569, US Anacorter |

- Bảng đặc trưng PC:
 -TT: (300 đến 450) -KT: (54.76 x 7.01 x 5.59)
 -VT: (20.2 hải lý) -TD: (65 người)
-VK: (1/76mm, 1/40mm, 5/20mm -Máy: (dầu cặn General Motors 16-278A - 2.800 ngựa - 2 chân vịt)

### Trục lôi hạm MSC
| Stt | Danh số | Danh hiệu       | Chính danh (Ký hiệu) | Stt | Danh số | Danh hiệu    | Chính danh (Ký hiệu) |
| --- | ------- | --------------- | -------------------- | --- | ------- | ------------ | -------------------- |
| 1   | HQ-114  | Hàm Tử II       | MSC-281              | 3   | HQ-116  | Bạch Đằng II | MSC-283              |
| 2   | HQ-115  | Chương Dương II | MSC-282              |     |         |              |                      |

- Bảng đặc trưng tàu MSC:
 -TT: (370 tấn tiêu chuẩn) -KT: (44 x 7.23 x 2.55) -VT: (14 hải lý/giờ) -TD: (45 người)
 -VK: (2/20mm) -Phạm vi: (2.500 dặm/12 hải lý) -Dầu: (40 tấn) -Máy: (dầu cặn General Motors - 600 ngựa - 2 chân vịt)

### Tuần duyên hạm PGM
| Stt | Danh số | Danh hiệu | Chính danh (Ký hiệu) | Stt | Danh số | Danh hiệu | Chính danh (Ký hiệu) |
| --- | ------- | --------- | -------------------- | --- | ------- | --------- | -------------------- |
| 1   | HQ-600  | Phù Du    | PGM-64               | 11  | HQ-610  | Duyên Hải | PGM-69               |
| 2   | HQ-601  | Tiền Mới  | PGM-65               | 12  | HQ-611  | Trường Sa | PGM-70               |
| 3   | HQ-602  | Minh Hoà  | PGM-66               | 13  | HQ-612  | Thái Bình | PGM-72               |
| 4   | HQ-603  | Kiến Vàng | PGM-67               | 14  | HQ-613  | Thi Tự    | PGM-73               |
| 5   | HQ-604  | Kéo Ngựa  | PGM-68               | 15  | HQ-614  | Song Tự   | PGM-74               |
| 6   | HQ-605  | Kim Quy   | PGM-59               | 16  | HQ-615  | Tây Sa    | PGM-80               |
| 7   | HQ-606  | Mây Rút   | PGM-60               | 17  | HQ-616  | Hoàng Sa  | PGM-82               |
| 8   | HQ-607  | Nam Du    | PGM-61               | 18  | HQ-617  | Phú Quý   | PGM-81               |
| 9   | HQ-608  | Hoa Lư    | PGM-62               | 19  | HQ-618  | Hòn Trọc  | PGM-83               |
| 10  | HQ-609  | Tổ Yến    | PGM-63               | 20  | HQ-619  | Tô Châu   | PGM-91               |

- Bảng đặc trưng tàu PGM:
 -TT: (100 tấn tiêu chuẩn) -KT: (31.00 x 6.40 x 1.83) -VT: (17 hải lý/giờ) -TD: (2+25 người)
 -VK: (1/40mm, 2/20mm, Morta 81mm) -Máy: (2 dầu cặn GM/Mercedes Benz - 1.900 ngựa - 2 chân vịt)

### Tuần duyên đỉnh WFB
| Stt | Danh số | Danh hiệu         | Chính danh (Ký hiệu) | Stt | Danh số | Danh hiệu       | Chính danh (Ký hiệu) |
| --- | ------- | ----------------- | -------------------- | --- | ------- | --------------- | -------------------- |
| 1   | HQ-700  | Lê Phước Đức      | Point Garnet         | 14  | HQ-713  | Huỳnh Văn Ngạn  | Point Kennedy        |
| 2   | HQ-701  | Lê Văn Ngà        | Point League         | 15  | HQ-714  | Trần Lô         | Point Young          |
| 3   | HQ-702  | Huỳnh Văn Cư      | Point Clear          | 16  | HQ-715  | Bùi Viết Thành  | Point Partridge      |
| 4   | HQ-703  | Nguyễn Đạo        | Point Gammon         | 17  | HQ-716  | Nguyễn An       | Point Caution        |
| 5   | HQ-704  | Đào Thức          | Point Comfort        | 18  | HQ-717  | Nguyễn Hân      | Point Welcome        |
| 6   | HQ-705  | Lê Ngọc Thanh     | Point Ellis          | 19  | HQ-718  | Ngô Văn Quyền   | Point Banks          |
| 7   | HQ-706  | Nguyễn Ngọc Thạch | Point Slocum         | 20  | HQ-719  | Vân Điền        | Point Lomas          |
| 8   | HQ-707  | Đặng Văn Hoành    | Point Hudson         | 21  | HQ-720  | Hồ Đăng La      | Point Grace          |
| 9   | HQ-708  | Lê Đình Hùng      | Point White          | 22  | HQ-721  | Đàm Thoại       | Point Mast           |
| 10  | HQ-709  | Trường Tiền       | Point Dume           | 23  | HQ-722  | Huỳnh Bộ        | Point Grey           |
| 11  | HQ-710  | Phạm Ngọc Châu    | Point Arden          | 24  | HQ-723  | Nguyễn Kim Hưng | Point Orient         |
| 12  | HQ-711  | Đào Văn Đặng      | Point Glover         | 25  | HQ-724  | Hồ Duy          | Point Cypress        |
| 13  | HQ-712  | Lê Ngọc Ẩn        | Point Jefferson      | 26  | HQ-725  | Trương Ba       | Point Monroe         |

- Bảng đặc trưng tàu WFB:
 -TT: (61 tấn tiêu chuẩn) -KT: (25.00 x 5.19 x 1.75) -VT: (17 hải lý/giờ) -TD: (8+10 người
-VK: (1/12.7mm, Mortar 81mm) -Máy: (2 dầu cặn GM/Mercedes Benz - 1.900 ngựa - 2 chân vịt)

### Trợ chiến hạm LSSL
| Stt | Danh số | Danh hiệu      | Chính danh (Ký hiệu) | Stt | Danh số | Danh hiệu        | Chính danh (Ký hiệu) |
| --- | ------- | -------------- | -------------------- | --- | ------- | ---------------- | -------------------- |
| 1   | HQ-228  | Đoàn Ngọc Tăng | LSSL-9               | 3   | HQ-230  | Nguyễn Ngọc Long | LSSL-96              |
| 2   | HQ-229  | Lưu Phú Thọ    | LSSL-101             | 4   | HQ-231  | Nguyễn Đức Bông  | LSSL-129             |

### Giang pháo hạm LSIL
| Stt | Danh số | Danh hiệu  | Chính danh (Ký hiệu) | Stt | Danh số | Danh hiệu | Chính danh (Ký hiệu) |
| --- | ------- | ---------- | -------------------- | --- | ------- | --------- | -------------------- |
| 1   | HQ-327  | Long Đao   | LSIL-698             | 4   | HQ-330  | Lôi Công  | LSIL-699             |
| 2   | HQ-328  | Thần Tiễn  | LSIL-702             | 5   | HQ-331  | Tầm Sét   | LSIL-871             |
| 3   | HQ-329  | Thiên Kích | LSIL-887             |     |         |           |                      |

- Bảng đặc trưng tàu LSIL:
 -TT: (250 tấn tiêu chuẩn) -KT: (48.80 x 7.10 x 1.75) -VT: (14 hải lý/giờ) -TD: (5+50 người)
 -VK: (1/40mm, 2/20mm, Mortar 81mm) -Phạm vi: (5.000 dặm/12 haỉ lý) -Máy: (2 dầu cặn - 1.600 ngựa - 2 chân vịt)

### Hải vận hạm LSM
| Stt | Danh số | Danh hiệu  | Chính danh (Ký hiệu)                               | Stt | Danh số | Danh hiệu   | Chính danh (Ký hiệu) |
| --- | ------- | ---------- | -------------------------------------------------- | --- | ------- | ----------- | -------------------- |
| 1   | HQ-400  | Hàn Giang  | USS/LSM-335 (Năm 1966, chuyển thành tàu Bệnh viện) | 5   | HQ-404  | Hương Giang | USS/LSM-175          |
| 2   | HQ-401  | Hát Giang  | USS/LSM-110                                        | 6   | HQ-405  | Tiền Giang  | USS/LSM-313          |
| 3   | HQ-402  | Lam Giang  | USS/LSM-226                                        | 7   | HQ-406  | Hậu Giang   | USS/LSM-276          |
| 4   | HQ-403  | Ninh Giang | USS/LSM-85                                         |     |         |             |                      |

- Bảng đặc trưng tàu USS/LSM:
 -TT: (từ 520 đến 743 đến 1.045 tấn) -KT: (63.40 x 11.90 x 4.17) -VT: (13.2 hải lý/giờ) -TD: (60 người)
 -VK: (1/40mm, 4/20mm) -Phạm vi: (4.900 dặm/12 hải lý) -Máy: (2 dầu Fairbanks Morse - 1.440 ngựa - 2 chân vịt)

### Dương vận hạm LST
| Stt | Danh số | Danh hiệu | Chính danh (Ký hiệu)         | Stt | Danh số | Danh hiệu | Chính danh (Ký hiệu)         |
| --- | ------- | --------- | ---------------------------- | --- | ------- | --------- | ---------------------------- |
| 1   | HQ-500  | Cam Ranh  | USS Marion County, LST-975   | 4   | HQ-503  | Vũng Tàu  | USS Coconino County, LST-603 |
| 2   | HQ-501  | Đà Nẵng   | USS Maricopa County, LST-938 | 5   | HQ-504  | Quy Nhơn  | USS Bulloch County, LST-509  |
| 3   | HQ-502  | Thị Nại   | USS Cayuga County, LST-529   | 6   | HQ-505  | Nha Trang | USS Jerome, LST-848]]        |

- Bảng đặc trưng tàu LST:
 -TT: (nhẹ 1.625, nặng 3.640 tấn) -KT: (100 x 15.25 x 4.52) -VT: (12 hải lý/giờ) -TD: (110 người)
 -VK: (8/40mm) -Máy: (2 dầu General Motors 12-567 - 2 chân vịt)

### Cơ xưởng hạm AGP
| Stt | Danh số | Danh hiệu | Chính danh (Ký hiệu)        | Stt | Danh số | Danh hiệu | Chính danh (Ký hiệu) |
| --- | ------- | --------- | --------------------------- | --- | ------- | --------- | -------------------- |
| 1   | HQ-800  | Mỹ Tho    | USS Harnett County, AGP-821 | 3   | HQ-802  | Vĩnh Long | USS Satyr, ARL-23    |
| 2   | HQ-801  | Cần Thơ   | USS Garrett County, AGP-786 |     |         |           |                      |

- Bảng đặc trưng tàu AGP (HQ-800, HQ-801):
 -TT: (nhẹ: 1.625 tấn, nặng: 4.080 tấn) -KT: (100 x 15.25 x 4.30) -VT: (10 hải lý/giờ)
 -VK: (2/40mm - 2 trực thăng UH-1) -Máy: (dầu cặn General Motors - 1.700 ngựa - 2 chân vịt)
- Bảng đặc trưng tàu AGP (HQ-802):<br -TT: (3.700 tấn tiêu chuẩn) -KT: (99.85 x 15.25 x 4.36) -VT: (10 hải lý/giờ) -Máy: (dầu cặn - 1.800 ngựa - 2 chân vịt)

### Xà lan chở dầu RVNS
| Stt | Danh số | Ký hiệu | Chú thích | Stt | Danh số | Ký hiệu | Chú thích |
| --- | ------- | ------- | --------- | --- | ------- | ------- | --------- |
| 1   | HQ-470  | YOG-80  |           | 4   | HQ-473  | YOG-33  |           |
| 2   | HQ-471  | YOG-67  |           | 5   | HQ-474  | YOG-131 |           |
| 3   | HQ-472  | YOG-67  |           | 6   | HQ-475  | YOG-56  |           |

Ngoài ra trang bị cho Hải quân VNCH còn có:
-Giang vận hạm LCU: 16 chiếc (từ tàu HQ-533 đến HQ-548 - tên cũ là: LSU-1502, 1594, 1476, 1480)
- Bảng đặc trưng tàu LCU:
 -TT: (180 tấn tiêu chuẩn) -KT: (35.50 x 10.36 x 1.85) -VT: (5+50 người) -VK: (2/20mm) -Máy: (3 dầu cặn - 675 ngựa)

-Tuần duyên hạm GC: 2 chiếc -Hoả vận hạm YOG: 6 chiếc -Giang tốc đỉnh PBR: 239 chiếc
- Bảng đặc trưng tàu PBR:
 -TT: (18 tấn) -KT: (9.95 x 3.20 x 0.35) -VT: (20 đến 32 hải lý/giờ) -TD: (1+4 người) -VK: (3/12.7mm, Mortar 81mm) -Máy: (GM dầu - 2 máy x 220 ngựa - 2 chân vịt)

-Khinh tốc đỉnh: 8 chiếc -Duyên tốc đỉnh PCF: 107 chiếc
- Bảng đặc trưng tàu  PCF/Swift:
-TT: (16 tấn tiêu chuẩn) -KT: (15.60 x 4.12 x 1.50) -VT: (25 hải lý/giờ)
-TD: (1+7 người) -VK: (3/12.7mm, Mortar 81mm) -Máy: (Gray 12 V-721 dầu; 2 chân vịt - 960 ngựa)

-Hải thuyền: 250 chiếc -Giang đỉnh chỉ huy LCM: Commandement 14 chiếc
-Quân vận đỉnh LCVP: 53 chiếc -Tiểu vận đỉnh ASPB: 84 chiếc
- Bảng đặc trưng tàu ASPB:
 -TT: (29 tấn) -KT: (15.7 x 4.64 x 1.14) -VT: (14 hải lý/giờ) -TD: (6 người) -VK: (1/20mm, 2/7.6mm, Mortar 81mm) -Máy: (Detroit Mk12 V-71 dầu - 800 nguqwj - 2 chân vịt)

-Giang vận đỉnh LCM 6 và LCM 8: (Không nhớ rõ)

## Bảng tham chiếu danh từ các tàu hải quân
| Stt | Tên HQ Việt Nam               | Tên HQ Hoa Kỳ                     | Viết tắt | Chú thích |
| --- | ----------------------------- | --------------------------------- | -------- | --------- |
| 1   | Khu trục hạm                  | Destroyer Escort and Radar Picket | DER      |           |
| 2   | Tuần dương hạm                | White High Endurance Cutter       | WHEC     |           |
| 3   | Hộ tống hạm                   | Patrol Craft Escort               | PCE      |           |
| 4   | Giang pháo hạm                | Landing Ship Infantry Light       | LSIL     |           |
| 5   | Trợ chiến hạm                 | Landing Ship Support Large        | LSSL     |           |
| 6   | Tuần duyên hạm                | Patrol Gunboat Motor              | PGM      |           |
| 7   | Dương vận hạm                 | Landing Ship Tank                 | LST      |           |
| 8   | Yểm trợ hạm                   | Auxiliary General Purpose         | AGP      |           |
| 9   | Cơ xưởng hạm Vĩnh Long HQ 802 | Landing Craft Repair Ship         | LCRS     |           |
| 10  | Hải vận hạm                   | Landing Ship Medium               | LSM      |           |
| 11  | Bệnh viện hạm                 | Landing Ship Medium Hospital      | LSMH     |           |
| 12  | Hỏa vận hạm                   | Yard Oiler Gunship                | YOG      |           |
| 13  | Thực vận hạm                  | Refrigerated Covered Lighter      | RCL      |           |
| 14  | Duyên vận hạm                 | Utility Boat 100 Feet             | UB 100   |           |
| 15  | Giang vận hạm                 | Landing Craft Utility             | LCU      |           |
| 16  | Giang vận hạm                 | Harbor Utility Craft              | HUC      |           |
| 17  | Trục vớt hạm                  | Salvage Light Lift Craft          | SLLC     |           |
| 18  | Kiểm báo hạm                  | Lights Ship                       | LS       |           |
| 19  | Tuần duyên đỉnh               | Patrol Boat                       | PB       |           |
| 20  | Duyên tốc đỉnh                | Patrol Craft Fast                 | PCF      |           |
| 21  | Duyên kích đỉnh               | Coastal Raider/Ferro Cement       | CR/FC    |           |

Các hạm của lực lượng Tuần duyên Hoa Kỳ đều mang chữ W ở đầu để dễ phân biệt (WHEC, WBP, WLV, v.v.)
Sau Sự kiện 30 tháng 4 năm 1975, một số chiến hạm đã rời VN sang Philippines. Tên của các tàu này được ghi bằng (chữ nghiêng).

## Liên kết
- Combat Fleets of the World 1976/1977, edited by Jean Labayle Couhat, ISBN 085368 410 3
- Các đơn vị QLVNCH Lưu trữ ngày 14 tháng 12 năm 2013 tại Wayback Machine
- The Bitter End
- The Ships of the Việt Nam Navy Lưu trữ ngày 2 tháng 6 năm 2007 tại Wayback Machine
- NavSource Photo Archives: Small Seaplane Tender (AVP) Index
- The Inventory of VNN's Battle Ships Lưu trữ ngày 23 tháng 2 năm 2015 tại Wayback Machine
- Hải chiến Hoàng Sa Lưu trữ ngày 28 tháng 11 năm 2007 tại Wayback Machine